# 趙繼學
趙繼學（?—?），原名勉齋，字仲庠，号次斋，贵州贵阳人，清朝政治人物、進士出身。

## 生平
咸豐九年（1859年）己未科進士，三甲二十名，后事不详。